# Karl Philipp Borromäus zu Schwarzenberg
Karl Philipp Borromäus zu Schwarzenberg herceg (Bécs, 1802. január 21. – Bécs, 1858. június 25.) a Schwarzenberg-házból való osztrák herceg, császári-királyi táborszernagy (k. k. Feldzeugmeister), Erdély katonai és polgári kormányzója 1851-től haláláig.

## Családja
Szülei Karl Philipp zu Schwarzenberg tábornagy és Maria Anna von Hohenfeld grófnő, Esterházy Pál Antal herceg özvegye voltak. Öccse Edmund zu Schwarzenberg tábornagy volt.

## Élete
1820-ban Lipcsében filozófiát hallgatott, majd 1821 februárjában lépett be kadétként a császári-királyi hadseregbe, ahol a 33. Colloredo gyalogezredhez osztották be. 1834. április 17-én ezredes és a 4. Hoch- und Deutschmeister gyalogezred parancsnoka lett. 1840. október 12-én vezérőrnaggyá léptették elő és egy brünni dandár parancsnoka lett. 1842-ben dandártábornok lett Prágában, majd 1847-ben kinevezték a 19. Hessen-Homburg császári és királyi gyalogezred tulajdonosává. 1848. február 7-én altábornaggyá nevezték ki és Bresciába helyezték.
Az észak-itáliai forradalom kezdetén március 18-án Bresciában felkelés tört ki az osztrák uralom ellen. Schwarzenberg március 24-én eljutott Cremába, ahol csapataival egyesült a császári főhadsereggel, és visszatért Veronába. Május 6-án megsebesült a Santa Lucia-i csatában. 1849-ben a novarai csatában kitüntette magát. 1849. október 16-án katonai és polgári kormányzó lett Milánóban. A következő évben, 1850-ben, december 18-án kapta meg a IV. Hadtest parancsnokságát, majd 1851. április 29-én Erdély katonai és polgári kormányzójává nevezték ki. Szolgálatának elismeréseként 1852. december 16-án elnyerte az Aranygyapjas rendet, majd 1854. április 24-én előléptették táborszernaggyá. A herceg 1858-ig Erdélyben tartózkodott, amelyet súlyos betegsége miatt április 6-án el kellett hagynia, és Karlsbadba ment gyógyulni. 1858 június végén súlyos betegen érkezett Bécsbe, és rövidesen meghalt.

## Házassága és leszármazottai
A herceg 1823. július 26-án vette feleségül Josephine Wratislaw-Mitrowitz grófnőt (1802 – 1881), házasságukból egy fiú született.
- Karl Joseph Adolph zu Schwarzenberg herceg (1824. július 5. – 1904. március 29.)

## Fordítás
- Ez a szócikk részben vagy egészben  a   Karl Philipp Borromäus zu Schwarzenberg című német Wikipédia-szócikk fordításán alapul.  Az eredeti cikk szerkesztőit annak laptörténete sorolja fel. Ez a jelzés csupán a megfogalmazás eredetét és a szerzői jogokat jelzi, nem szolgál a cikkben szereplő információk forrásmegjelöléseként.

1. 1 2  The Fine Art Archive. (Hozzáférés: 2017. október 9.)
2. 1 2  Národní autority České republiky. (Hozzáférés: 2019. november 23.)
3. 1 2 3 4  „Schwarzenberg, Karl Borromäus Philipp Fürst” (német nyelven). Biographisches Lexikon des Kaiserthums Oesterreich 33, 88. o.